# Myonischer Wasserstoff
Myonischer Wasserstoff ist ein exotisches Atom, in dem ein Myon an ein Proton gebunden ist. Da das Myon etwa 207-mal schwerer ist als das Elektron, welches in normalem Wasserstoff an ein Proton gebunden ist, hat das Energiespektrum deutliche Abweichungen gegenüber dem Wasserstoffspektrum. Wegen der mittleren Lebensdauer des Myons von etwa 2.2e-6 s ist auch die Lebensdauer myonischen Wasserstoffs auf die Größenordnung von einer Millionstelsekunde begrenzt.
Myonischer Wasserstoff darf nicht mit Myonium verwechselt werden, einem wasserstoffähnlichen System mit einem μ+ anstelle eines Protons.

## Physikalische Eigenschaften
Durch die hohe Masse des Myons ist der Abstand zwischen diesem und dem Proton wesentlich geringer als bei normalem Wasserstoff.
In normalem Wasserstoff beträgt der bohrsche Radius (Radius des Grundzustands im bohrschen Atommodell)
{\displaystyle a_{0}={\frac {\hbar }{\alpha m_{\mathrm {e} }c}}=53\cdot 10^{-12}\,\mathrm {m} }
und die Rydberg-Energie (Ionisationsenergie des Grundzustands)
{\displaystyle R_{\infty }hc={\frac {\alpha ^{2}}{2}}m_{\mathrm {e} }c^{2}=13{,}6\,\mathrm {eV} \,,}
wobei {\displaystyle \alpha } die Feinstrukturkonstante ist.
Aufgrund der höheren Masse des Myons ist der Radius des myonischen Wasserstoffs um den Faktor 186 reduziert
{\displaystyle a_{0}^{\mu \mathrm {p} }=0{,}28\cdot 10^{-12}\,\mathrm {m} }
und die Rydberg-Energie entsprechend erhöht.
Die Compton-Wellenlänge
{\displaystyle \lambda _{\mathrm {e} ,\mu }={\frac {h}{m_{\mathrm {e} ,\mu }c}}}
des Elektrons bzw. des Myons ist die typische Längenskala für die Vakuumpolarisation, folglich ist diese in myonischem Wasserstoff deutlich stärker ausgeprägt als in normalem Wasserstoff und der dominante Beitrag zur Lamb-Verschiebung, der Energiedifferenz der Energieniveaus 2s1/2 und 2p1/2. Anschaulich gesprochen hat das Myon im kugelsymmetrischen 2s-Niveau eine gewisse von Null verschiedene Aufenthaltswahrscheinlichkeit „im Innern des Protons“, in diesem Fall „sieht“ es dessen elektrische Ladung nicht – das Myon im 2p-Niveau hat dagegen beim Proton die Aufenthaltswahrscheinlichkeit Null. Da der Bohrsche Radius um den Faktor 186 kleiner ist, hat die 2s-Wellenfunktion des Myons einen um 7e6 größeren Überlapp mit der Wellenfunktion des Protons.

## Messung des Protonradius
Durch den geringen Abstand zwischen Myon und Proton kann die Größe des Protons gemessen werden, da die endliche Größe die Energieniveaus beeinflusst. Messungen in den Jahren 2010 und 2013 lieferten für den rms-Ladungsradius einen Messwert, der um mehrere Standardabweichungen von dem Wert abwich, den man bei Streuexperimenten an elektronischem Wasserstoff erhalten hatte. Nach weiteren Messungen konnte die Particle Data Group jedoch 2022 feststellen, dass diese Diskrepanz geklärt sei („the puzzle appears to be resolved“) – siehe Proton → Räumliche Ausdehnung.